# Uskorenie
Uskorenie (in russo ускорение?, lett. "accelerazione") è stato uno slogan e il nome di un programma politico del segretario generale del Partito Comunista dell'Unione Sovietica Michail Gorbačëv, proclamato il 23 aprile 1985, al plenum di aprile del Comitato Centrale del PCUS. Costituì una delle direzioni chiave del corso di riforma, assieme alla glasnost' e alla perestrojka, portato avanti in Unione Sovietica tra il 1985 e il 1991.
Lo scopo del programma era quello di accelerare lo sviluppo sociale ed economico dell'Unione Sovietica, riconoscendo di fatto il ritardo nello sviluppo dell'URSS rispetto ai principali Stati industrializzati ed era una nuova versione del vecchio slogan "recuperare e superare" (in russo Догнать и перегнать?, Dognat' i peregnat').

## Storia

### Pianificazione
L'Uskorenie fu accennata per la prima volta da Jurij Andropov il 22 novembre 1982 durante il plenum del CC del PCUS:
(Jurij Andropov, Стратегия ускорение)
Tutto ciò richiese la modernizzazione dell'economia e del sistema politico, pur mantenendo la fedeltà ai principi del marxismo-leninismo e del socialismo. La realizzazione di un programma economico per "accelerare" lo sviluppo era già iniziata nel 1983, in seguito all'esame da parte del Comitato Centrale delle proposte del Comitato di pianificazione statale dell'URSS (Gosplan) sulle prospettive di sviluppo dell'economia sovietica fino al 2000.
Nel 1985 Michail Gorbačëv fu eletto alla guida del Partito Comunista dell'Unione Sovietica e, durante il plenum del Comitato centrale del 23 aprile 1985, annunciò riforme e programmi volte a riformare l'economia e ad imprimere un'accelerazione nello sviluppo economico e tecnologico dell'Unione Sovietica. Nel rapporto "Sulla convocazione del prossimo XXVII Congresso del PCUS e sui compiti relativi alla sua preparazione e svolgimento" (in russo О созыве очередного XXVII съезда КПСС и задачах, связанных с его подготовкой и проведением?, O sozyve očerednogo XXVII s"ezda KPSS i zadačach, svjazannych s ego podgotovkoj i provedeniem), Gorbačëv dichiarò:
Нужны революционные сдвиги — переход к принципиально новым технологическим системам, к технике последних поколений, дающих наивысшую эффективность.»
[...] 
Abbiamo bisogno di cambiamenti rivoluzionari: una transizione verso i principali nuovi sistemi tecnologici,verso le tecnologie di ultima generazione in grado di garantire la massima efficienza.»
(Michail Gorbačëv)
Secondo Gorbačëv, l'aumento dei tassi di crescita era possibile soltanto con un'intensificazione dello sviluppo tecnologico e scientifico, la revisione delle politiche di gestione e pianificazione, strutturali e di investimento, nonché il miglioramento dell'organizzazione e della disciplina ad ogni livello dello Stato.
Uskorenie divenne il primo slogan del pacchetto di riforme promosso da Gorbačëv che comprendeva anche perestrojka, glasnost' e democratizacija.
A giugno del 1985, fu organizzata una riunione speciale del PCUS durante la quale furono ampiamente discusse le problematiche riguardanti lo sviluppo sovietico, e Gorbačëv propose lo sviluppo dell'ingegneria meccanica sovietica come una delle priorità dell'accelerazione. Gorbačëv esortò la leadership a conferire maggiore autonomia e diritti alle imprese, così come delle autorità locali, e di intensificare la lotta all'alcolismo, alla corruzione e all'indisciplinatezza.
Durante il XXVII Congresso del PCUS del 1986, lo sviluppo accelerato dell'ingegneria meccanica fu visto come la base per il rapido rilancio dell'intera economia nazionale.
Nella strategia di "accelerazione" dello sviluppo socioeconomico sovietico, si puntò sui metodi tradizionali dell'URSS per stimolare il cosiddetto "entusiasmo socialista" assieme ad un maggiore controllo e una massiccia iniezione finanziaria nei settori prioritari dell'economia nazionale.
Per attuare le sue riforme, Gorbačëv fece rimuovere o relegare a ruoli minoritari i funzionari che avevano lavorato durante la stagnazione con il predecessore Leonid Brežnev, mentre assunse personalità come Aleksandr Jakovlev, Egor Ligačëv, Nikolaj Ryžkov, Boris El'cin, Eduard Shevardnadze, Anatolij Luk'janov e altri.

### Attuazione e risultati
La uskorenie fu tra i programmi più costosi della perestrojka: soltanto per l'ingegneria meccanica, furono stanziati oltre 200 miliardi di rubli. La manovra prevedeva tra il 1986 e il 1990 il raddoppio degli investimenti nel settore meccanico rispetto al quinquennio precedente in modo da poter raggiungere lo stesso livello della media mondiale.
Per il settore agricolo, fu attuata un'intensa centralizzazione che vide l'accorpamento di più di cinque ministeri e dipartimenti nel "Comitato statale sui problemi del complesso agroindustriale" (in russo государственный комитет по проблемам агропромышленного комплекса?, Gosudarstvennyj komitet po problemam agropromyšlennogo kompleksa), o Gosagroprom (Госагропром). Il compito del comitato era quello di trovare soluzioni per uscire dalla crisi agricola, ma incrementò soltanto la burocrazia. Tuttavia, se nel 1985 l'aumento annuo della produzione agroindustriale lorda era solo dello 0,1%, nel 1986 era già del 5,3%.
Gli investimenti nell'industria pesante e le importazioni non ebbero un effetto positivo e non influenzarono il mercato delle materie prime e dei prodotti alimentari. Inoltre, quest'ultimo settore divenne vittima della uskorenie: si ridussero gli acquisti di generi alimentari e di beni di consumo, portato ad un aumento del deficit di bilancio, dell'inflazione latente e della carenza di materie prime.
Nel 1987 fu riconosciuto il fallimento della uskorenie e fu sostituita da una nuova riforma economica che comportò un aumento significativo dell'autonomia delle imprese statali e dello sviluppo del settore privato.
Nel 1993, Gorbačëv affermò:
(Michail Gorbačëv)